# Les Trophées de la comédie musicale
Crées en 2017, Les Trophées de la Comédie Musicale (association loi de 1901 à but non lucratif) sont des récompenses artistiques dédiées à la comédie musicale en France. Elles sont décernées lors d'une cérémonie annuelle qui a lieu à Paris au mois de juin.
Les Trophées de la Comédie Musicale sont l'équivalent des Tony Awards américains et des Laurence Olivier Awards  au Royaume-Uni,.
A l'origine, les six entités créatrices sont la chaîne YouTube Broadway à Paris,  les sociétés de production Kryzensha et Musidrama, les médias Musical Avenue et Regard en Coulisse, consacrés à l'actualité du théâtre musical et le conférencier et historien de la comédie musicale Patrick Niedo,.
Actuellement, le Conseil d’Administration est constitué de 11 membres actifs. Ces membres sont des journalistes, des blogueurs et des professionnels du spectacle vivant et œuvrent toute l’année à la promotion de la comédie musicale ainsi qu’à la préparation de la grande cérémonie annuelle.

## Membres votants
Le corps électoral des Trophées de la Comédie Musicale est constitué :
- De spécialistes de la comédie musicale reconnus et faisant la promotion régulière de celle-ci dans la presse, à la télévision, à la radio, sur le web, les réseaux sociaux, ou dans des ouvrages littéraires, identifiés en tant que « Votants spécialistes »
- Des artistes nommés lors de l’édition précédente, identifiés en tant que « Votants anciens nommés »

## Cérémonies et Lauréats
- 1re cérémonie: dimanche 18 juin 2017 au Théâtre Trévise
- 2e cérémonie: lundi 18 juin 2018 au Théâtre des Nouveautés
- 3e cérémonie:[5] lundi 17 juin 2019 au Théâtre Edouard VII
- 4e cérémonie[6]: Lundi 20 juin 2022 au Casino de Paris
- 5e cérémonie[7]: Lundi 12 juin 2023 au Casino de Paris
- 6e cérémonie : Lundi 10 juin 2024 aux Folies Bergère

## Liste des catégories actuelles
- Trophée de la Comédie Musicale
- Trophée du Spectacle Musical
- Trophée de la Comédie Musicale en Langue Étrangère
- Trophée de la Reprise
- Trophée de la Comédie Musicale Jeune Public
- Trophée de l'Artiste Interprète Féminine
- Trophée de l'Artiste Interprète Masculin
- Trophée du Second Rôle Féminin
- Trophée du Second Rôle Masculin
- Trophée de l'Artiste Révélation Féminine
- Trophée de l'Artiste Révélation Masculine
- Trophée de la Mise en Scène de Comédie Musicale
- Trophée du Livret de Comédie Musicale
- Trophée de la Partition de Comédie Musicale
- Trophée de l'Adaptation de Comédie Musicale
- Trophée de la Chorégraphie de Comédie Musicale
- Trophée de la Scénographie de Comédie Musicale
- Trophée de la Création Costumes de Comédie Musicale
- Trophée du Public
- Trophée d'Honneur